# Shinsui Itō
Shinsui Itō (jap. 伊東 深水 Itō Shinsui), właśc. Hajime Itō (jap. 伊東 一 Itō Hajime); ur. 4 lutego 1898, zm. 8 maja 1972 – japoński malarz.
Pochodził z ubogiego regionu Tokio. W 1908 roku, po skończeniu trzech klas szkoły powszechnej, podjął pracę w fabryce tablic sygnalizacyjnych. W 1911 roku rozpoczął naukę w pracowni Kiyokaty Kaburagiego, który kształcił go za darmo. Jego talent został odkryty przez Shōzaburō Watanabego. Prace Itō zostały docenione i otrzymały liczne nagrody. Przez wiele lat pracował jako ilustrator, wykonywał też obrazy w stylu bijinga. Uważany jest za ostatniego wielkiego twórcę drzeworytu ukiyo-e. Jedną z jego najważniejszych prac jest cykl Osiem widoków Ōmi (Ōmi-hakkei, 1917). W 1958 roku został członkiem Japońskiej Akademii Sztuki.
W 1970 roku został odznaczony Orderem Wschodzącego Słońca.